# ميليسا راب
ميليسا راب (بالإنجليزية: Melissa Rapp)‏ هي عازفة بيانو وملحنة ومغنية مؤلفة أمريكية، ولدت في 15 يوليو 1978.

## وصلات خارجية
- الموقع الرسمي